# سد کریت
سد کریت یا سد کوریت یک سد تاریخی است که در شهرستان طبس روستای کریت و در فاصله ۵۶ کیلومتری جاده طبس – دیهوک واقع شده‌است. این سد که در سال ۱۳۵۰ (میلادی) احداث گردیده، با ارتفاع ۶۰ متر، تا اوایل قرن بیستم بلندترین سد جهان بوده‌است.
این سد بزرگ‌ترین سد قوسی جهان برای مدت ۵۵۰ سال بوده‌است.
آجرهای مربعی شکل، سنگ و ساروج، آهگ و خاک رس از عمده‌ترین مصالح به‌کار رفته در سد است. این سد از نوع بتونی و قوسی با ارتفاع ٢۴٫۵ متر است که برای آن ۸۵ هزار مترمکعب بتون‌ریزی انجام شده‌است و دارای عمق حوضچهٔ آبگیر ۲۰ متر، طول آن در قسمت تاج ۵۲ متر و عرض تاج بین ۱۲۰ تا ۱۲۵ سانتی‌متر است.
از ۲۰۰۰ سال پیش تا اوایل قرن بیستم، بلندترین سدهای قوسی جهان (ایزد خواست فارس، کبار قم، کریت طبس) در ایران احداث شده بودند.
از نکات جالب و قابل توجه این است که حتی زلزله سال ۱۳۵۷ طبس با شدت ۷٫۷ ریشتر و حداکثر شتاب ۰٫۷۵ گرم نیز موجب خسارات جدی به سد نشده است.
سد مذکور در تاریخ ۲۰ اسفند سال ۱۳۷۹ به شماره ۳۵۲۳ در لیست آثار باستانی ایران قرار گرفته‌است.

## تاریخچه
سد کریت طبس مربوط به دوران‌های تاریخی پس از اسلام است و در شهرستان طبس، روستای کریت واقع شده و این اثر در تاریخ ۲۵ اسفند ۱۳۷۹ با شمارهٔ ثبت ۳۵۲۳ به‌عنوان یکی از آثار ملی ایران به ثبت رسیده‌است.

## مشخصات
در نزدیکی طبس که در سال ۱۳۵۰ (میلادی) احداث گردید، با ارتفاع ۶۰ متر تا اوایل قرن بیستم بلندترین سد جهان بوده‌است.
سد وزنی-قوسی کُریت طبس به ارتفاع ۶۰ متر برای ۵۵۰ سال به عنوان بلندترین سد دنیا شناخته شده‌است. احداث سد کریت با فنون ۶۵۰ سال پیش همخوانی نداشته و یک پرش فنی محسوب می‌شود. علی‌رغم ضخامت بسیار کم سد کریت (ضخامت تاج 1/2 متری)، این سد در زمین‌لرزه طبس با بزرگی ۷٫۸ ریشتر و حداکثر شتاب 0/75 شتاب جاذبه پایدار و استوار برجا مانده‌است. رئیس اسبق کمیته بین‌المللی سدهای بزرگ سد کریت را از شگفت‌آورترین دستاوردهای بشر در مهندسی سد، در قرون وسطی برشمرده‌است.